# Kiblîci, Haisîn
Kiblîci (în ucraineană Кіблич) este localitatea de reședință a comunei Kiblîci din raionul Haisîn, regiunea Vinnița, Ucraina.

## Demografie
Componența lingvistică a localității Kiblîci
     Ucraineană (99,39%)
     Alte limbi (0,61%)
Conform recensământului din 2001, majoritatea populației localității Kiblîci era vorbitoare de ucraineană (99,39%), existând în minoritate și vorbitori de alte limbi.